# Xanthopimpla indica
Xanthopimpla indica là một loài tò vò trong họ Ichneumonidae.